# Федоров Олексій Костянтинович
Олексій Костянтинович Федоров (9 травня 1933, село Надєждино, тепер Саратовської області Російська Федерація — 27 квітня 1998) — радянський військовий діяч, генерал-лейтенант, начальник штабу Київського військового округу. Депутат Верховної Ради УРСР 10—11-го скликань. Член Президії Верховної Ради УРСР 11-го скликання.

## Життєпис
Народився в селянській родині. У 1944—1951 роках — курсант Саратовського суворовського військового училища.
З 1951 року служив у Радянській армії, був курсантом вищого військового училища.
Член КПРС з 1960 року.
У 1965 році закінчив Військову академію імені Фрунзе, а у 1974 році — Військову академію Генерального штабу Збройних Сил СРСР імені Ворошилова.
До 1978 року — командир 68-ї мотострілецької Новгородської Червонопрапорної дивізії Середньоазіатського військового округу.
У 1978—1979 роках — начальник штабу — 1-й заступник командувача 1-ї гвардійської загальновійськової Червонопрапорної армії Київського військового округу.
У вересні 1979 — травні 1982 року — командувач 1-ї гвардійської загальновійськової Червонопрапорної армії Київського військового округу.
У травні 1982 — квітні 1986 року — начальник штабу — 1-й заступник командувача військ Червонопрапорного Київського військового округу. Учасник ліквідації аварії на Чорнобильській АЕС — начальник Наукового центру Міністерства оборони СРСР з ліквідації наслідків аварії на Чорнобильській АЕС.
У березні 1987 — березні 1988 року — начальник штабу — 1-й заступник командувача Групи радянських військ у Німеччині.
Служив 1-м заступником начальника Головного штабу Сухопутних військ Міністерства оборони СРСР. Потім — у відставці.

## Звання
- генерал-майор
- генерал-лейтенант (листопад 1980)

## Нагороди
- орден Червоної Зірки
- орден За службу Батьківщині в Збройних Силах СРСР 3-го ст.
- ордени
- медалі